# Facesitting

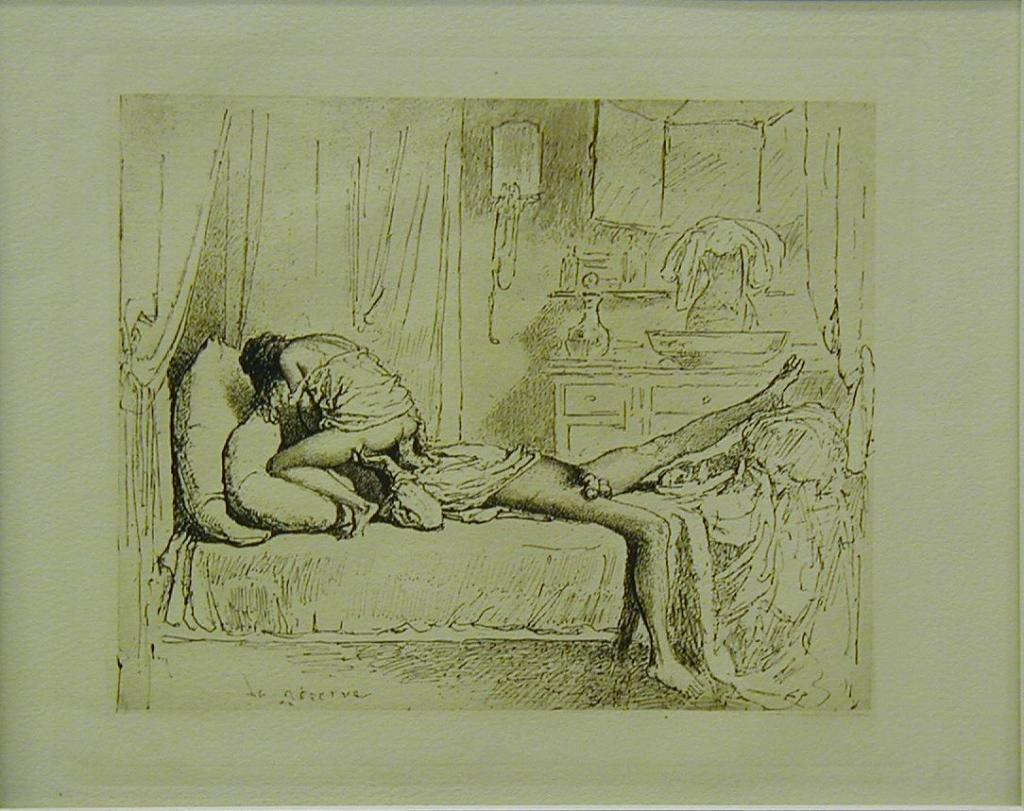
Facesitting : ilustração de Mihály Zichy.

O Facesitting (em português, "sentar na cara") é uma prática sexual na qual um parceiro (em geral a mulher) se senta sobre o rosto do outro, de forma frontal ou inversa com relação ao mesmo, para permitir ou forçar o contato oral-genital ou oral-anal. Mesmo que necessariamente não seja assim, é comum que essa posição faça parte do BDSM, incluindo dominação e submissão.

## Descrição
Considerada como uma forma de cunilíngua, a mulher se situa sobre o rosto do homem recebendo a atenção e o prazer que este lhe proporciona com sua boca (podendo receber ajuda dos dedos) em sua vulva. É igualmente uma forma de anilíngua se a ação do homem se localiza no ânus da mulher. Se a posição da mulher não é frontal em relação ao rosto do homem, senão inversa ao mesmo, esta pode inclinar-se e realizar de forma simultânea uma felação em seu parceiro. Esta última variedade é conhecida coloquialmente como 69.
Ao ser praticado em relações de dominação e submissão como parte do BDSM, sejam esses papéis permanente ou habitualmente assumidos pelos indivíduos envolvidos (dominante e submisso), sejam aceitos de forma alternada pelas pessoas implicadas, se utiliza para mostrar controle e para obter gratificação sexual. O apoio e pressão de todo o corpo, a imobilização na qual a púbis, nádegas, quadris e músculos de quem se situa em um plano superior aprisionam a cabeça do que se encontra abaixo, a umidade, o cheiro e a escuridão, assim como a intensa humilhação erótica produzida, podem ser percebidas como atrações sexuais muito poderosas.

## Mobiliário
Por vezes, é utilizado mobiliário especial, como o "banco da rainha" ou a "caixa de asfixia". Um banco da rainha é um assento baixo que se encaixa sobre o rosto do submisso e contém uma abertura para permitir a estimulação oral-genital e/ou oral-anal do dominador enquanto está sentado.
Esta posição permite que os músculos do pavimento pélvico (MAP) relaxem, expondo assim parcialmente os pequenos lábios ao toque íntimo. Os músculos glúteo máximo e elevador do ânus, os principais músculos das virilhas, podem relaxar e ceder, permitindo um acesso fácil à vagina e ao ânus. Além disso, o banco permite um maior conforto e permite que a actividade seja realizada durante um período de tempo mais longo.